# Уиттамо
Уи́ттамо (фин. Uittamo) — один из районов города Турку, входящий в округ Скансси-Уиттамо.

## Географическое положение
Район расположен к юго-востоку от центральной части Турку в промышленной зоне, гранича с севера с районами Пихлаяниеми и Пуйстомяки, а с юга и востока — с Испойненом.

## Население
В 2004 году население района составляло 3635 человек, из которых дети моложе 15 лет составляли 11,97 %, а старше 65 лет — 24,10 %. Финским языком в качестве родного владели 90,65 %, шведским — 7,87 %, а другими языками — 1,49 % населения района.